# اورب، سوئیس
شهر اورب  در بخش اورب در ایالت وو در کشور سوئیس واقع شده‌است که ۵٬۰۰۰ نفر  جمعیت دارد.

## نگارخانه

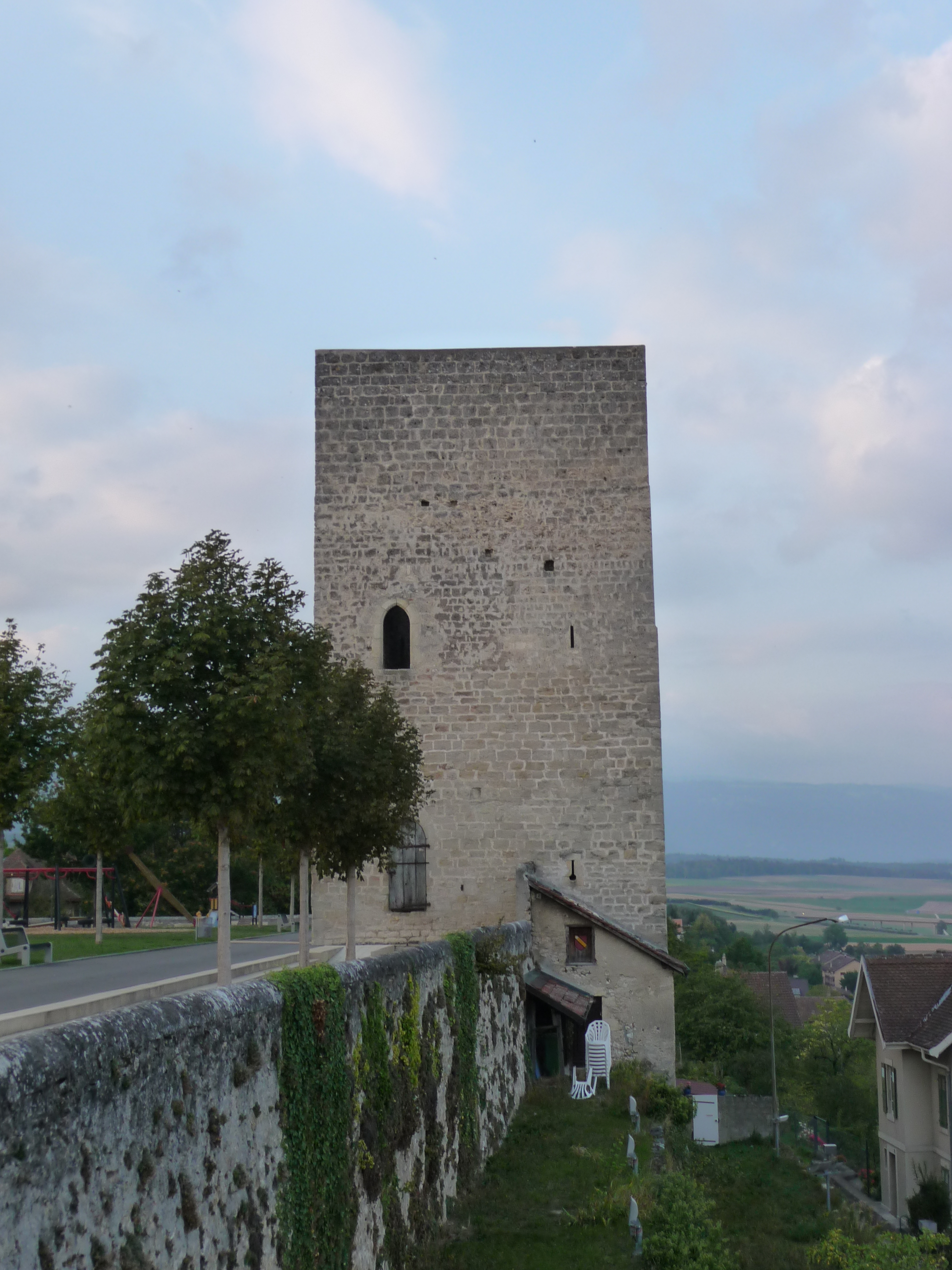
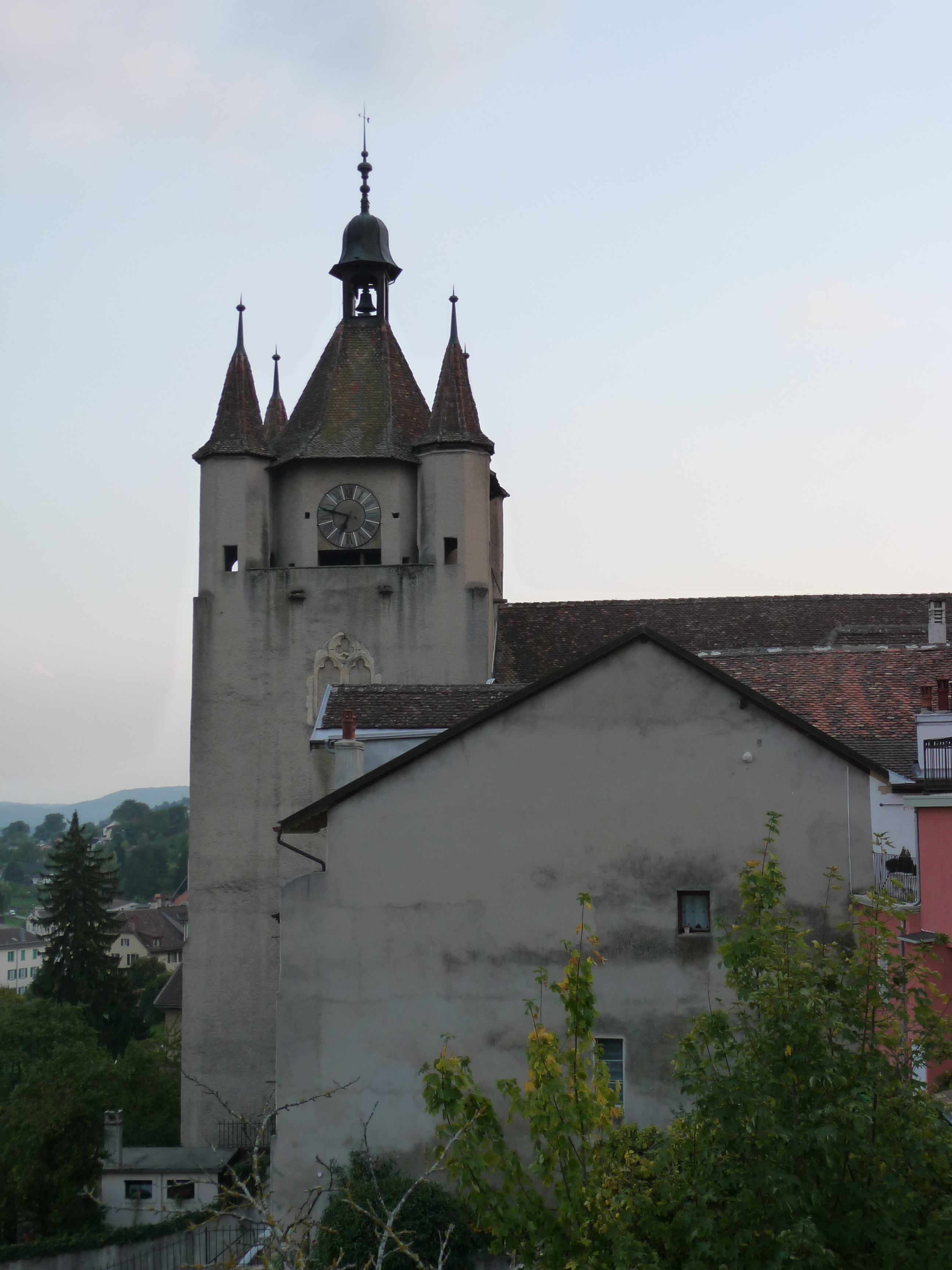